# Pixodarus exasperatus
Pixodarus exasperatus là một loài bọ cánh cứng trong họ Cerambycidae.